# Air One Nine
Air One Nine (en árabe واحد تسعة للطيران) es una aerolínea charter con base en Trípoli, Libia.

## Flota

### Actual
La flota de Air One Nine Company incluye las siguientes aeronaves (a 30 de mayo de 2010):
- 2 Douglas DC-9-32 (que son operados por Global Aviation Operations)

### Retirada
- 1 Douglas DC-9-32 (operado por Global Aviation Operations)
- 1 Fokker F28 Mk4000 (operado por Montenegro Airlines)